# Canacomyrica
Canacomyrica, monotipski biljni rod iz porodice voskovki (Myricaceae). Jedina vrsta je C. monticola, manje drvo ili grm iz Nove Kaledonije. Vrsta je danas ugrožena (požari, rudarstvo, drvosjeće); novokaledonski je endem. 
Danas raste na samo 11 lokaliteta na jugu otoka Grande Terre na Novoj Kaledoniji. Šest od ovih izfragmentiranih lokaliteta nemaju ni službene zaštite. Na lokalitetu Ouinné ugrožena je zbog rudarskih istraživanja, dok je na lokalitetu Nembrou potencijalno ugrožena požarima (J. Manaute and T. Jaffré pers. comms.).
Na pet lokaliteta ova vrsta je zaštićena:
- Strict Nature Reserve of Montagne des Sources,
- Special Fauna and Flora Reserve of Mt Kouakoué,
- Specila Botanical Reserve of Mt Humboldt
- Special Fauna and Flora Reserve of Forêt de Saille.